# Voetbal van A tot Z

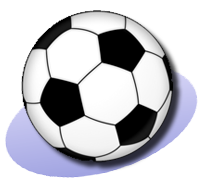
Voor een overzicht van alle lijsten in het voetbal, zie: :Categorie:Voetballijsten

## A
AA Gent -
Hans Aabech -
Kim Aabech -
Patrick Aaltonen - 
Mads Aaquist - 
Signy Aarna - 
Stade de l'Abbé-Deschamps -
Besart Abdurahimi -
Abe Lenstra Stadion -
Aberdeen FC -
Stade Achille Hammerel -
AC Milan -
Miguel Aceval -
Jorge Acuña -
Adams Park -
De Adelaarshorst -
Eric Addo -
Arijan Ademi -
ADO Den Haag -
ADO Den Haag Stadion -
AEK Athene -
Co Adriaanse -
Dick Advocaat -
Silvan Aegerter -
Berry van Aerle -
Ibrahim Afellay -
Afghaans voetbalelftal -
Afrika Cup -
Afrikaans voetbalelftal -
Gabriel Agbonlahor -
AGOVV Apeldoorn -
Álex Aguinaga -
Daniel Ahumada -
Ismaïl Aissati -
AFC Ajax -
Oluwafemi Ajilore -
Nathan Aké - 
İbrahim Akın -
Akranesvöllur -
Akureyrarvöllur -
Ålands voetbalelftal -
Deni Alar -
Albanees voetbalelftal -
Nederlanders in het Albanese voetbal -
Deelnemers UEFA-toernooien Albanië -
Albert Dyserynckstadion -
Stadion Albert Flórián -
Estadio Alberto J. Armando -
Albertparkstadion -
Antolín Alcaraz -
MVV Alcides -
Toby Alderweireld -
Algerijns voetbalelftal -
Estadio Alejandro Serrano Aguilar -
Alex -
Alexandra Stadium -
Alfheimstadion -
Estadio Alfonso Lastras -
Shapoul Ali -
Ali Sami Yenstadion -
Alkmaarderhout -
Allan - 
Allianz Arena -
Almere City FC -
Al-shaab stadion -
VV Altena -
Stade Alphonse Theis -
Estádio José Alvalade -
Afonso Alves -
Paul Ambrosi -
Stadion am Bruchweg -
Nederlanders in het Amerikaanse voetbal -
Voetbalelftal van de Amerikaanse Maagdeneilanden -
Amerikaans-Samoaans voetbalelftal -
SC Amersfoort -
Ahmed Ammi -
Matthew Amoah -
Paolo Amodio -
Amstelcup -
FC Amsterdam -
Stadion am Zoo -
Andalusisch voetbalelftal -
Stadion An der alten Försterei -
Anderlecht -
Petter Andersson -
Roy Andersson - 
Deelnemers UEFA-toernooien Andorra -
Andorrees voetbalelftal -
André Kamperveenstadion -
Franko Andrijašević -
Anfield -
Angolees voetbalelftal -
Nederlanders in het Angolese voetbal -
Anguillaans voetbalelftal -
Vurnon Anita -
Ankara 19 Mayısstadion -
Andrija Anković -
Antalya Atatürkstadion -
Voetbalelftal van Antigua en Barbuda -
Antwerp FC -
Pol Appeltants -
UT Arad -
Voetbalelftal van de Arabische Democratische Republiek Sahara -
Aragonees voetbalelftal -
Zlatko Arambašić -
Arbeidersstadion -
Argosstadion Achter de Kazerne -
Ari -
Allianz Arena -
Amsterdam ArenA -
Estadio Alberto J. Armando -
Nederlanders in het Armeense voetbal -
Armeens voetbalelftal -
Deelnemers UEFA-toernooien Armenië -
Jorge Aravena -
Arena Petrol - 
Mauricio Aros -
Arsenal FC -
Arsenal Stadium -
Stadio Artemio Franchi -
Ghelamco Arena -
Arubaans voetbalelftal -
Arubaans voetbalelftal (vrouwen) -
Ashton Gate -
Asian Football Confederation -
Norair Aslanyan -
Oussama Assaidi -
Fernando Astengo -
Aston Villa FC -
Asturisch voetbalelftal -
Atatürk Olympisch Stadion -
Athletic Bilbao -
Athlone Stadium -
Stadio Atleti Azzurri d'Italia -
Atlético Madrid -
Thimothée Atouba -
Raymond Atteveld -
Stade de l'Aube -
Nederlanders in het Australische voetbal -
Australisch voetbalelftal -
Aviva Stadium -
Raúl Avilés -
Marlon Ayoví -
AZ -
Nederlanders in het Azerbeidzjaanse voetbal -
Azerbeidzjaans voetbalelftal -
Deelnemers UEFA-toernooien Azerbeidzjan -
AZ Stadion -
Aztekenstadion

## B
De Baandert -
Rein Baart -
Gábor Babos -
Stefan Babović -
Stipe Bačelić-Grgić -
Leandro Bacuna -
Milan Badelj -
Badenova-Stadion -
Stadion Baersande -
Roberto Baggio -
Bahamaans voetbalelftal -
André Bahia -
Nederlanders in het Bahreinse voetbal -
Bahreins voetbalelftal -
Lukáš Bajer -
Kristian Bak Nielsen -
Kennedy Bakırcıoğlu -
Božo Bakota - 
Istvan Bakx -
Boško Balaban -
Michael Ball -
Fernando Baldeón - 
Jhonny Baldeón - 
Julio César Baldivieso - 
Mauricio Baldivieso -
Andrija Balić - 
Balsport -
Zoran Ban -
Barbadiaans voetbalelftal -
FC Barcelona –
Mario Barić -
Josip Barišić -
Etienne Barmentloo -
Milan Baroš -
Mladen Bartulović -
Josip Bašić -
Baskisch voetbalelftal -
Marco van Basten -
BayArena -
FC Bayern München -
Bazaly -
Mario Bazina -
BC Place Stadium -
Stade de la Beaujoire -
Franz Beckenbauer -
David Beckham -
Mario Been -
Roy Beerens -
Zvonko Bego -
Deelnemers UEFA-toernooien België -
Nederlanders in het Belgische voetbal -
Belgisch voetbalelftal -
Belgisch voetbalelftal (vrouwen) -
Belizaans voetbalelftal -
Estadio Bellavista -
Benfica -
Bengalees voetbalelftal -
Benins voetbalelftal -
Leon Benko -
Ali Benomar -
Sofiane Benzouien -
Dimitar Berbatov -
Sportpark Berg & Bos -
Ricky van den Bergh -
Mikkjal Á Bergi - 
Dennis Bergkamp -
Bermudaans voetbalelftal –
Edgar Bernhardt -
Bescot Stadium -
Alija Bešić -
Estádio do Bessa -
George Best -
Betis Sevilla -
KSK Beveren -
Wil van Beveren -
Bhutaans voetbalelftal -
Bieberer Berg Stadion –
Mate Bilić -
Slaven Bilić -
Jean-Paul van Bilsen –
Jurjen Bijleveld -
Bijnamen –
Peter Binkovski - 
Igor Bišćan -
Diego Biseswar -
Bislett Stadion -
BJK Inönü Stadion -
Jean Black -
Blackbaud Stadium -
Kepa Blanco González -
Guy Blaise -
Ante Blažević -
Daley Blind -
Danny Blind -
Bloomfield Road -
BMO Field -
Emmanuel Boakye -
George Boateng -
Zvonimir Boban -
Darko Bodul -
Dick de Boer -
Frank de Boer -
Ronald de Boer -
Winston Bogarde -
Bökelbergstadion -
Alen Bokšić -
Álex Bolaños -
Boleyn Ground -
Bolu Atatürkstadion -
Mark van Bommel -
Bondscoach -
Boris Paitsjadzestadion -
Félix Borja -
Borussia Dortmund -
Borussia-Park –
Martijn Bosman -
Eddy Bosnar -
Mark Bosnich -
Deelnemers UEFA-toernooien Bosnië en Herzegovina -
Voetbalelftal van Bosnië en Herzegovina -
Ivan Bošnjak -
Pascal Bosschaart -
Marcel Bossi -
Bosuilstadion -
Paul Bosvelt -
Botswaans voetbalelftal -
René Botteron -
Koning Boudewijnstadion -
Brahim Bouhadan -
Boundary Park -
Ali Boussaboun -
Jean-Claude Bouvy -
Michael Bradley -
Goran Brajković -
Bramall Lane -
Brann Stadion -
Angelo Bratsis -
Gordon Braun -
Nico Braun -
Claudio Bravo -
Braziliaans voetbalelftal -
Georges Bregy - 
Ernest Brenner -
Bretons voetbalelftal -
Michel Breuer -
Hans van Breukelen -
Tim Breukers -
Brighton & Hove Albion FC -
Brita-Arena -
Britannia Stadium -
Voetbalelftal van de Britse Maagdeneilanden -
Ivan Brkić -
Dražen Brnčić -
Fran Brodić -
Božo Broketa -
Giovanni van Bronckhorst -
Brøndbystadion -
Marcelo Brozović -
Cercle Brugge -
Club Brugge -
Luigi Bruins -
Martin Brunner -
Brunton Park -
Igor Bubnjić -
Frane Bućan -
Igor Budan -
Buck Shaw Stadium -
Thomas Buffel -
Gianluigi Buffon -
Danny Buijs -
Buitenspel -
Nino Bule -
Nederlanders in het Bulgaarse voetbal -
Bulgaars voetbalelftal -
Deelnemers UEFA-toernooien Bulgarije -
Jurica Buljat -
Gordan Bunoza -
Burgemeester Van de Wiele Stadion -
Mitchell Burgzorg -
Burkinees voetbalelftal -
Bursa Atatürkstadion -
Burundees voetbalelftal -
Matt Busby
Tomislav Butina -
Darko Butorović

## C
Cafú -
Tim Cahill - 
Ellery Cairo -
Calcio Fiorentino -
Hrvoje Čale -
Duje Ćaleta-Car - 
Cambodjaans voetbalelftal -
SC Cambuur -
Cambuurstadion -
Camp de Les Corts -
Camp Nou -
Estádio Campo Desportivo -
Daniel Camus -
Canadees voetbalelftal -
Nederlanders in het Canadese voetbal -
Canarisch voetbalelftal -
Cantabrisch voetbalelftal -
Leo Canjels -
Le Canonnier -
Fabio Cannavaro -
Luis Capurro -
Yrius Carboni -
Cardiff City Stadium -
Furio Cardoni -
Manuel Cardoni -
Mario Carević -
John Carew -
Roberto Carlos -
Paulo Henrique Carneiro Filho -
Carrow Road -
Cartageens voetbalelftal -
CASA Arena Horsens -
Iker Casillas -
Luc Castaignos -
Ramiro Castillo -
Segundo Castillo -
Catalaans voetbalelftal -
Cebeci Inönüstadion -
Celtic FC -
Celtic Park -
Estadio Centenario -
Centraal-Afrikaans voetbalelftal -
Cercle Brugge -
Tore Cervin - 
José Cevallos -
Stade Chaban-Delmas -
Paulo Henrique Chagas de Lima -
Chambishi Stadion -
Champions League -
Chania Stadion -
Jacques Chapel -
John Charles - 
Stade Charles Tondreau -
Charlton Athletic FC -
Chelsea FC -
Chinees voetbalelftal -
Nederlanders in het Chinese voetbal -
Cristian Chivu -
Marcel Christophe -
Jasper Cillessen - 
Orkan Çınar - 
Stadio Cino e Lillo Del Duca -
Sekou Cissé -
City Ground -
City of Manchester Stadium -
Ciutat de València -
Clayton -
Tim de Cler -
Brian Clough -
Lei Clijsters -
Club Atlético Ciclón - 
Club Brugge -
Club 9 de Octubre - 
Coliseum Alfonso Pérez -
Color Line Stadion -
Mapfre Stadium -
Commerzbank-Arena -
CommunityAmerica Ballpark -
Comorees voetbalelftal -
Complexe sportif de Fès -
Comproprietá -
Estadi Comunal d'Aixovall -
CONCACAF -
Confédération Africaine de Football -
Voetbalelftal van Congo-Brazzaville -
Voetbalelftal van Congo-Kinshasa -
Nederlanders in het Congolese voetbal -
CONMEBOL -
Constant Vanden Stockstadion -
Cookeilands voetbalelftal -
Duje Čop -
Copa do Brasil -
Copa Libertadores -
Copa Roca -
Ante Ćorić -
Vedran Ćorluka -
Hans Cornelis -
Yuri Cornelisse -
Estadi Cornellà-El Prat -
Corsicaans voetbalelftal -
Estádio do Costa do Sol -
Costa Ricaans voetbalelftal -
Gustavo Costas - 
Cotrocenistadion -
Cotton Bowl -
County Ground -
Gino Coutinho -
Ante Čović -
Bobby Cox -
Ian Cox -
Craven Cottage -
Fabian Creemers -
Ljuban Crepulja -
Cristal Arena -
Luis Héctor Cristaldo - 
Croke Park -
Johan Cruijff -
Johan Cruijff Schaal -
CSKA Moskou -
Cubaans voetbalelftal -
Branko Čulina -
Jason Čulina -
Hrvoje Ćustić -
Adnan Čustović -
Vinko Cuzzi -
Darío Cvitanich -
Igor Cvitanović -
Mario Cvitanović -
Nederlanders in het Cypriotische voetbal -
Cypriotisch voetbalelftal -
Deelnemers UEFA-toernooien Cyprus

## D
Eduardo da Silva - 
Dario Dabac -
Daknamstadion -
Leon van Dalen -
Inge Danielsson -
Dan Păltinișanustadion -
Darley -
Edgar Davids -
Lorenzo Davids -
Deelnemers UEFA-toernooien Nederland -
Nederlanders in het Deense voetbal -
Deens voetbalelftal -
Deepdale -
Sebastian Deisler -
Matej Delač -
Stadio delle Alpi -
Agustín Delgado -
Mousa Dembélé -
Tom De Mul -
FC Den Bosch -
Stadion Den Dreef -
Deelnemers UEFA-toernooien Denemarken -
Harry Dénis -
Denizli Atatürkstadion -
Zvonimir Deranja -
Derby County FC -
Timothy Derijck -
Sepp De Roover -
Damir Desnica -
Estádio do Desportivo -
Cyril Detremmerie -
DFB-Pokal -
DFB-Pokal 2008-09 (vrouwen) -
Mohammed Diallo -
Dick's Sporting Goods Park -
Joey Didulica -
Stadion Het Diekman -
Rob van Dijk -
Virgil van Dijk -
Marinus Dijkhuizen -
FC Dinamo Tbilisi -
Dinamostadion (Boekarest) -
Dinamostadion (Moskou) -
Michael Dingsdag -
Barry Ditewig -
Diyarbakır Atatürkstadion -
Eric Djemba Djemba -
Djiboutiaans voetbalelftal -
DKB-Arena -
John Doherty -
Damjan Đoković -
Ďolíček -
Voetbalelftal van Dominica (mannen) -
Voetbalelftal van de Dominicaanse Republiek (mannen) -
Mitchell Donald -
Donau Stadion -
Donbas Arena -
Landon Donovan -
FC Dordrecht -
Bas Dost -
Darl Douglas -
Estádio do Dragão -
Dragon Stadium -
Gilbert Dresch -
Josip Drmić -
Didier Drogba
Deelnemers UEFA-toernooien DDR -
Voetbalelftal van de DDR -
Nederlanders in het Duitse voetbal -
Deelnemers UEFA-toernooien Duitsland -
Duits voetbalelftal -
Mate Dujilo -
Tomislav Dujmović -
Antun Dunković -
Durban Stadion -
Igor Đurić -
AFC DWS -
DW Stadium -
Vanja Džaferović

## E
easyCredit-Stadion -
Marc Eberle -
Stadion Eden -
Edgeley Park -
Edmond Machtensstadion -
José Eduardo de Araújo -
MSC De Eendracht -
VC Eendracht Aalst 2002 -
Eerste Klasse -
Nederlanders in het Egyptische voetbal -
Egyptisch voetbalelftal -
Rens van Eijden -
FC Eindhoven -
Eintracht-Stadion -
Yaël Eisden -
Karim El Ahmadi -
Eleda Stadion -
Christian Eleko Botuna -
Mounir El Hamdaoui -
Sigurbergur Elísson -
Moestafa El Kabir -
Elland Road -
Ellispark -
David Elm -
Rasmus Elm -
Viktor Elm -
Johan Elmander -
Kurt Elshot -
Tarik Elyounoussi -
Urby Emanuelson -
Embdena-Stadion -
Emil Alexandrescustadion -
Nederlanders in het Emiraatse voetbal -
Emirates Stadium -
FC Emmen -
EM-Stadion Wals-Siezenheim -
Energieteam Arena -
Thomas Enevoldsen -
Deelnemers UEFA-toernooien Engeland -
Nederlanders in het Engelse voetbal -
Engels voetbalelftal -
Stadio Ennio Tardini -
Eyong Enoh -
Equipo de Sueño -
Equatoriaal-Guinees voetbalelftal -
Tomislav Erceg -
Eredivisie -
Eritrees voetbalelftal -
Ernst-Abbe-Sportfeld -
Ernst Happelstadion -
Erzgebirgsstadion -
L'Escopidora -
Eskişehir Atatürkstadion -
Jacinto Espinoza -
ESPRIT arena -
Dr. Ir. F. Essed Stadion -
Stadion Esserberg -
Estadio 9 de Mayo -
Estadio 10 de Diciembre -
Estisch voetbalelftal -
Deelnemers UEFA-toernooien Estland -
Nederlanders in het Estse voetbal -
Ethiopisch voetbalelftal -
Euroborg -
Europacup I -
Europacup II -
Europees kampioenschap voetbal mannen -
EK 1960 -
EK 1964 -
EK 1968 -
EK 1972 -
EK 1976 -
EK 1980 -
EK 1984 -
EK 1988 -
EK 1992 -
EK 1996 -
EK 2000 -
EK 2004 -
EK 2008 -
EK 2012 -
EK 2020 -
Europees voetbalelftal -
Europees voetballer van het jaar -
Eurostadium -
Eusébio -
Grant Evans -
Jonathan Evans -
Brenny Evers -
Everton -
Everton FC -
Samuel Eto'o -
Stadion Evžena Rošického -
Ewood Park -
SBV Excelsior in het seizoen 2007-2008 -
Extremadurees voetbalelftal -
19 Eylülstadion

## F
Mohammed Faouzi -
Deelnemers UEFA-toernooien Faeröer -
Nederlanders in het Faeröerse voetbal -
Faeröers voetbalelftal -
Falkirk Stadium -
Stadion Fazanerija - 
Samir Fazli -
FCUpdate.nl -
Estadio Federativo -
Estadio Federativo Reina del Cisne -
Ben Federspiel -
Csaba Fehér -
Erton Fejzullahu -
Stade Félix Bollaert -
Estadio Félix Capriles -
Philippe Felgen -
Fenerbahçe SK -
Leroy Fer -
Rio Ferdinand -
Ferencvárosi TC -
Daniel Fernández -
Ariclenes da Silva Ferreira -
Marcos Ferrufino - 
Jim van Fessem -
Feyenoord -
FIFA -
Luís Figo -
Fijisch voetbalelftal -
Filipijns voetbalelftal -
Filipijnse voetbalbond -
Deelnemers UEFA-toernooien Finland -
Finnair Stadium -
Nederlanders in het Finse voetbal -
Fins voetbalelftal -
ACF Fiorentina -
FK Viktoria Stadion -
Stadio Flaminio -
Mark-Jan Fledderus -
Diego Forlán -
Fortuna arena -
Fortuna Sittard -
Marc-Vivien Foé -
Bruno Fornaroli -
Fortaleza FC - 
Fortuna Sittard Stadion -
Florent Beeckmanstadion -
Estadio Francisco Villa -
Stade de France -
Ivan Franjić -
Deelnemers UEFA-toernooien Frankrijk -
Nederlanders in het Franse voetbal -
Frans-Guyaans voetbalelftal -
Frans voetbalelftal -
Piet Fransen (Groningen) -
Piet Fransen (Vlierden) -
Franz-Horr-Stadion -
Fratton Park -
Fredriksskans -
Freethiel -
Stadion der Freundschaft -
Fritz-Walter-Stadion -
Stade de la Frontière -
Nico Funck -
Andy Furtado - 
Fylkisvöllur

## G
Louis van Gaal -
Gabonees voetbalelftal -
Gabri -
Drago Gabrić -
GAGFAH-Arena -
Tomáš Galásek -
Eugene Galeković -
Stadion Galgenwaard -
Galicisch voetbalelftal -
Mario Galinović -
Claude Ganser -
Mario Garba -
Gonzalo García -
Javi García -
Garrincha -
Mario Gavranović -
Mike de Geer -
Galatasaray -
Galpharm Stadium -
Gambiaans voetbalelftal -
GAZİ-Stadion auf der Waldau -
GelreDome -
Voetbalelftal van Gemenebest van Onafhankelijke Staten -
Generali Česká pojišťovna Arena -
Generali Sportpark -
Stade de Genève -
KRC Genk -
Stade Geoffroy-Guichard -
Finidi George -
Deelnemers UEFA-toernooien Georgië -
Nederlanders in het Georgische voetbal -
Georgisch voetbalelftal -
Georg-Melches-Stadion -
Gerhard Hanappi-Stadion -
Stade de Gerland -
Steven Gerrard -
Geusselt -
Ghanees voetbalelftal -
Nederlanders in het Ghanese voetbal -
Ghenceastadion -
Gheorghe Hagi Stadion -
Alcides Edgardo Ghiggia -
Gibraltarees voetbalelftal -
Tim Gilissen -
Christoph Gilli -
Cor Gillis -
Giresun Atatürkstadion -
Jean-Paul Girres -
Giuleștistadion -
Ludovic Giuly -
Stadio Giuseppe Meazza -
Gjaltema-stadion aan de Langeleegte -
Glanford Park -
Glasgow Rangers -
Glenmalure Park -
Joško Gluić -
GN Bouw Stadion -
Go Ahead Eagles -
Raymond Goethals -
Stadion De Goffert -
Tomislav Gomelt -
Ricardo Gomes -
Goodison Park -
Goorsche Football Club -
John Goossens -
Dean Gorré -
Donny Gorter -
Kevin Görtz -
Fernand Goyvaerts -
Edwin de Graaf -
BV De Graafschap -
Mirko Grabovac -
Estadio Gran Parque Central -
Andreas Granqvist -
Grenadiaans voetbalelftal -
Deelnemers UEFA-toernooien Griekenland -
Nederlanders in het Griekse voetbal -
Grieks voetbalelftal -
Griffin Park -
Liam Grimshaw -
Grindavíkurvöllur -
Christian Grindheim -
Groenlands voetbalelftal -
Groenpuntstadion -
Joël Groff -
De Grolsch Veste -
FC Groningen -
Guadeloups voetbalelftal -
Jorge Guaga -
Guamees voetbalelftal -
Josep Guardiola -
Guatemalteeks voetbalelftal -
Guinee-Bissaus voetbalelftal -
Guinees voetbalelftal -
Guldensporenstadion -
Ruud Gullit -
Olof Guterstam - 
Jonás Gutiérrez -
Guus Hiddink-stadion -
Guyaans voetbalelftal -
Jonathan de Guzmán

## H
Foppe de Haan -
Martin Haar -
HFC Haarlem -
Haarlemstadion -
Jorge Habegger - 
Haig Avenue -
Haïtiaans voetbalelftal -
Izet Hajrović -
Juha Hakola -
Alen Halilović -
Jan Halle -
Hamburger SV -
Hampden Park -
Willem van Hanegem -
Hapoel Bnei Sachnin -
Hardturm -
Hardtwaldstadion -
Hásteinsvöllur -
The Hawthorns -
HDI-Arena -
sc Heerenveen -
Heesen Yachts Stadion -
Erik Heijblok -
John Heitinga -
Helmond Sport -
Thierry Henry -
Heracles Almelo -
Herman Vanderpoortenstadion -
Kai van Hese -
Jeroen Heubach -
Heusden-Zolder -
Tom Hiariej -
Guus Hiddink -
René Higuita -
Hillsborough (stadion) -
Hlíðarendi -
HKFA Chairman's Cup 2007-08 -
Hoekschop -
Eric Hoffmann -
Kevin Hofland -
Tim Hofstede -
Jan Á Høgaryggi - 
Mason Holgate - 
Danny Holla -
James Holland -
Brett Holman -
Holstein-Stadion -
Luc Holtz -
The Home Depot Center -
Home Park -
Hondurees voetbalelftal -
Nederlanders in het Hongaarse voetbal -
Hongaars voetbalelftal -
Deelnemers UEFA-toernooien Hongarije -
Nederlanders in het Hongkongse voetbal -
Hongkongs voetbalelftal -
Jordi Hoogstrate -
Pierre van Hooijdonk -
Leo Horn -
Olivier ter Horst -
Csaba Horváth -
House Park -
Tim Howard -
Branimir Hrgota -
Mirko Hrgović - 
Stefan Huber -
Branko Hucika -
Huish Park -
Laurens Huizenga -
Hulk -
Hup Holland Hup -
Iván Hurtado -
Hüseyin Avni Aker Stadion -
HVC -
HSH Nordbank Arena -
Hypo-Arena

## I
Zlatan Ibrahimović -
Ibrox Stadium -
Deelnemers UEFA-toernooien Ierland -
Nederlanders in het Ierse voetbal -
Iers voetbalelftal -
Aleksandar Ignjatović -
Deelnemers UEFA-toernooien IJsland -
Nederlanders in het IJslandse voetbal -
IJslands voetbalelftal -
IJsseldeltastadion -
Ivo Iličević -
Lex Immers -
Indiaas voetbalelftal -
Indonesisch voetbalelftal -
Patrik Ingelsten -
Andrés Iniesta -
Gaspar Íñiguez - 
Internazionale -
Ion Oblemencostadion -
Nederlanders in het Iraanse voetbal -
Iraaks voetbalelftal -
Iraans voetbalelftal -
Deelnemers UEFA-toernooien Israël -
Nederlanders in het Israëlische voetbal -
Israëlisch voetbalelftal -
Deelnemers UEFA-toernooien Italië -
Nederlanders in het Italiaanse voetbal -
Italiaans voetbalelftal -
Branko Ivanković -
Tomislav Ivković -
Ivoriaans voetbalelftal -
Izmir Alsancakstadion -
Izmir Atatürkstadion -
Izmit Ismetpaşastadion

## J
Jahnstadion -
Jairzinho -
Mato Jajalo -
Kew Jaliens -
Estadio Jalisco -
Gaby Jallo -
Jamaicaans voetbalelftal -
James M. Shuart Stadium -
Jan Breydelstadion -
Jan Louwers Stadion -
Daryl Janmaat -
Ron Jans -
Michael Jansen -
Rudy Jansen -
Nederlanders in het Japanse voetbal -
Japans voetbalelftal -
Mile Jedinak -
Tin Jedvaj -
Nikica Jelavić -
Jemenitisch voetbalelftal -
Mikkel Jensen -
Dražan Jerković -
Alfred Jermaniš - 
Jan Jeuring -
Aurélien Joachim -
Deelnemers UEFA-toernooien Joegoslavië -
Joegoslavisch voetbalelftal -
Collins John -
Paddy John -
Vinnie Jones -
Luuk de Jong -
Nigel de Jong -
Siem de Jong -
Jan de Jonge -
Jordaans voetbalelftal -
Estádio José Alvalade -
Stade Jos Nosbaum -
Estádio José Alvalade -
Stade Josy Barthel -
Jonathan Joubert -
Mićun Jovanić -
Igor Jovićević -
Mirko Jozić -
Stade Juan Antonio Samaranch -
Estadio Juan Ramón Loubriel -
Stjepan Jukić -
Jules Ottenstadion -
Gintaras Juodeikis  -
Krunoslav Jurčić -
Frank Jurić -
Goran Jurić -
Juventus FC

## K
Kaaimaneilands voetbalelftal -
Gemeentelijk Sportpark Kaalheide -
Kaapverdisch voetbalelftal -
Kaká -
Željko Kalac -
Ze Kalanga -
Tvrtko Kale -
Lovre Kalinić -
Nikola Kalinić -
Bonaventure Kalou -
Kameroens voetbalelftal -
Kamil Ocak Stadion -
Nederlands kampioenschap voetbal -
Kaplakriki -
Josip Katalinski -
Branko Karačić -
Karl-Liebknecht-Stadion -
Ģirts Karlsons -
Kartal Stadion -
Stadion Het Kasteel -
Kayseri Atatürkstadion -
Kayseri Kadir Hasstadion -
Nederlanders in het Kazachse voetbal -
Deelnemers UEFA-toernooien Kazachstan -
Kazachs voetbalelftal -
Cheiko Kayouté -
KC Stadium -
Keepmoat Stadium -
Keflavíkurvöllur -
Kehrwegstadion -
Piet Keizer -
Ivan Kelava -
Kemari -
Mario Kempes -
Keniaans voetbalelftal -
Kenilworth Road -
René van de Kerkhof -
Willy van de Kerkhof -
Kerlon -
Nicolas Kettel -
Wim Kieft -
King's Cup 2007 -
Kirgizisch voetbalelftal -
Kiribatisch voetbalelftal -
Tomislav Kiš -
Dominique Kivuvu -
Ivan Klasnić -
Ragnar Klavan -
Pepijn Kluin -
Justin Kluivert -
Kenneth Kluivert -
Patrick Kluivert -
Ruben Kluivert -
Shane Kluivert -
Dario Knežević -
Richard Knopper -
Jens Martin Knudsen -
Serhat Koç -
De Koel -
Erwin Koeman -
Ronald Koeman -
Koerdisch voetbalelftal -
Nederlanders in het Koeweitse voetbal -
Koeweits voetbalelftal -
Koeweitse voetbalbeker -
Joonas Kolkka -
Vincent Kompany -
Gerry Koning -
Koning Boudewijnstadion -
Koning Willem II Stadion -
Konya Atatürkstadion -
Kópavogsvöllur -
Milan Kopic -
Peter Kopteff -
Bok de Korver -
Kosovaars voetbalelftal -
Niko Kovač -
Robert Kovač -
Oliver Kovačević -
Mateo Kovačić -
Ștefan Kovács -
Kozakken Boys -
De Kraal -
Andrej Kramarić -
Kråmyra Stadion -
Niko Kranjčar -
Zlatko Kranjčar -
Kras Stadion -
Dario Krešić -
Danijel Krivić -
Edi Krnčević -
Deelnemers UEFA-toernooien Kroatië -
Kroatisch voetbalelftal -
Dennis Krohne -
Ruud Krol -
Kromme Zandweg (Stadion) -
KR-völlur -
KS Teuta Durrës -
Dirk Kuijt -
De Kuip -
't Kuipje -
Christian Kum -
Josip Kuže -
Zoran Kvržić -
Kees Kwakman

## L
Koen van de Laak -
Zakaria Labyad -
Srđan Lakić -
Lam Sơn stadion -
Denny Landzaat -
Langeleegte -
Robert Langers -
Lansdowne Road -
Damián Lanza -
Laotiaans voetbalelftal -
Christian Lara -
Deportivo Lara - 
Henrik Larsson -
Voetbal in Latijns-Amerika -
Michael Laudrup -
Laugardalsvöllur -
Lavans Stadion -
Denis Law -
SS Lazio -
Stade Leburton -
Tommie van der Leegte -
Kelvin Leerdam -
Tonny van Leeuwen -
Martin Lejsal -
Gökhan Lekesiz -
Ivan Leko -
Jerko Leko -
Ivan Lendrić -
Jeremain Lens -
Abe Lenstra -
Lerkendal Stadion -
Lesothaans voetbalelftal -
Deelnemers UEFA-toernooien Letland -
Lets voetbalelftal -
Letzigrund -
Lia Manoliustadion -
Libanees voetbalelftal -
Liberiaans voetbalelftal -
Liberty Stadium -
Libisch voetbalelftal -
Deelnemers UEFA-toernooien Liechtenstein -
Liechtensteins voetbalelftal -
Lierse SK (30) -
Lierse SK (3970) -
Estadio de Liga Deportiva Universitaria -
Lijst van Nederlandse voetballers die in Afrika hebben gevoetbald -
Antoine van der Linden -
Olaf Lindenbergh -
Rasmus Lindgren -
Jari Litmanen - 
Deelnemers UEFA-toernooien Litouwen -
Nederlanders in het Litouwse voetbal -
Litouws voetbalelftal -
Brian Little - 
Marko Livaja -
Fabio Liverani -
Liverpool FC -
Goran Ljubojević -
Anders Ljungberg - 
Lockhart Stadium -
Loftus Road -
Loftus Versfeld Stadion -
Lokomotivstadion (Moskou) -
London Road Stadium - 
Brian van Loo -
Mark Looms -
Tyrone Loran -
Lorzestadion -
Hernán Losada -
Karel Lotsy -
Stade Louis II -
Goran Lovre -
Krunoslav Lovrek -
Dejan Lovren -
Luftëtari Gjirokastër -
Stadio Luigi Ferraris -
Kees Luijckx -
David Luiz - 
Darko Lukanović -
Karlo Lulić -
Anthony Lurling -
Jean-Paul Lutula -
Deelnemers UEFA-toernooien Luxemburg -
Nederlanders in het Luxemburgse voetbal -
Luxemburgs voetbalelftal -
Estádio da Luz

## M
Robert Maaskant -
Macaus voetbalelftal  -
Maccabi Tel Aviv FC -
Deelnemers UEFA-toernooien Macedonië -
Macedonisch voetbalelftal -
Estádio da Machava -
John Machethe Muiruri -
Nikos Machlas -
Madejski Stadium -
Hedwiges Maduro -
Birger Maertens -
1. FC Magdeburg -
Anton Maglica -
Gérson Magrão -
Estádio Major Antônio Couto Pereira -
Jan Mak - 
Roy Makaay -
Maksimirstadion -
Malagassisch voetbalelftal -
Malatya İnönüstadion -
Malawisch voetbalelftal -
Steed Malbranque -
Paolo Maldini -
Maldivisch voetbalelftal -
Nederlanders in het Maleisische voetbal -
Maleisisch voetbalelftal -
Mate Maleš -
Théo Malget -
Malinees voetbalelftal -
Mario Maloča -
Elvir Maloku -
Deelnemers UEFA-toernooien Malta -
Maltees voetbalelftal -
Nederlanders in het Maltese voetbal -
Manchester City FC -
Manchester United FC -
Mandemakers Stadion -
Christopher Mandiangu -
Mario Mandžukić -
Manisa 19 Mayısstadion -
Manx voetbalelftal -
Edgar Manucharian -
Estadio Manuel Ruíz de Lopera -
Maracanã -
Diego Maradona -
Rolando Maran -
Stadio Marc'Antonio Bentegodi -
Dirk Marcellis -
Stade Marcel Picot -
Mariaans voetbalelftal -
Mijat Marić -
Tomislav Marić -
MariFlex Stadion -
Nederlanders in het Marokkaanse voetbal -
Marokkaans voetbalelftal -
Marta -
Lieke Martens -
Maarten Martens -
Tonči Martić -
Javier Martina -
Martinikaans voetbalelftal -
Bruno Martins Indi -
Francisco Martos -
Thorben Marx -
Tim Matavž -
Matchroom Stadium -
Stade Maurice Dufrasne -
Mauritaans voetbalelftal -
Mauritiaans voetbalelftal -
Mauritsstadion -
Estádio do Maxaquene -
Estadio Max Augustín -
Mayottes voetbalelftal -
Milorad Mažić - 
Kylian Mbappé -
Mbombela Stadion -
Oliver McBurnie - 
Jason McAteer -
McDOS Goffertstadion -
KV Mechelen -
Stadion De Meer -
Stade de la Meinau -
Melbourne Cricket Ground -
Dario Melnjak -
Memorial Stadium -
Edison Méndez -
Nahom Mengistu -
Danny Menting -
Stanley Menzo -
Mercedes-Benz Arena -
Lionel Messi -
Mohamed Messoudi -
Stadion města Plzně -
Estadio Mestalla -
Metaliststadion -
Edward Metgod -
John Metgod -
Estadio Metropolitano -
Estadio Metropolitano Roberto Meléndez - 
René Meulensteen -
Nederlanders in het Mexicaanse voetbal -
Mexicaans voetbalelftal  -
Ovidio Mezza - 
Stade Michel d'Ornano -
Rinus Michels -
Micronesisch voetbalelftal -
Middlesbrough -
Vivianne Miedema -
Stadion Miejski -
Andre Mijatović -
Dino Mikanović -
Mihael Mikić -
Tomislav Mikulić -
Ivan Milas -
Bogdan Milić -
Ljubo Milićević -
Ante Miličić -
Millennium Stadium -
Millerntor-Stadion -
Narciso Mina - 
Roberto Miña -
Mini Estadi -
Minivoetbal -
Mini WK voetbal 1980 -
Ante Miše -
Petar Mišić -
Nicolae Mitea -
Mitropacup -
Mitsubishi Forklift-Stadion -
Mladen Mladenović -
Daniel Mobaeck - 
Estadio Modelo Alberto Spencer Herrera -
Luka Modrić -
Oscar Moens -
Jeannot Moes -
Stade Mohammed V -
Josip Mohorović -
Niklas Moisander -
Johan Mojica - 
Benjamin Mokulu -
Deelnemers UEFA-toernooien Moldavië -
Moldavisch voetbalelftal -
Molineux Stadium -
Peter Mollez -
Monegaskisch voetbalelftal -
Mongolisch voetbalelftal -
Monnikenhuize -
Montenegrijns voetbalelftal -
Deelnemers UEFA-toernooien Montenegro -
Montserrataans voetbalelftal -
Estadio Monumental Antonio Vespucio Liberti -
Estadio Monumental Isidro Romero Carbo -
Carlos Luis Morales - 
Héctor Moreno -
Ivica Mornar -
Moses Mabhida Stadium -
Stade de la Mosson -
Stade Moulay Abdallah -
Coen Moulijn -
José Mourinho -
Eddie Moussa -
Mozambikaans voetbalelftal -
Émile Mpenza -
Mbo Mpenza -
MSV-Arena -
Jan Mulder (1945) -
Jan Mulder (1961) -
Jan Mulder (1964) -
Erwin Mulder -
Youri Mulder -
Stadium Municipal -
Estádio Municipal de Braga -
Estadio Municipal de Riazor -
Stade Municipal du Ray -
Murciaans voetbalelftal -
Robert Murić -
Mushuc Runa SC - 
Fernando Muslera -
MVV -
Myanmarees voetbalelftal

## N
NAC Breda -
NAC-Stadion (Beatrixstraat) -
Estadio Nacional (Chili) -
Estádio Nacional (Portugal) -
Nagai Stadion -
Na Julisce -
Namibisch voetbalelftal -
SSC Napoli -
Nationaal Stadion (Warschau) -
Nauruaans voetbalelftal -
Navarrees voetbalelftal -
Stadio Nazionale PNF -
N.E.C. -
Dr. Necmettin Şeyhoğlustadion -
Deelnemers UEFA-toernooien Nederland -
Nederlands-Antilliaans voetbalelftal -
Nederlands-Indisch voetbalelftal -
Nederlands voetballer van het jaar -
Nederlands voetbalelftal -
Nederlands voetbalelftal op de Olympische Zomerspelen 1952 -
Miguel Ángel Neira -
Nelson Mandelabaai Stadion -
Nepalees voetbalelftal -
Mato Neretljak -
Alessandro Nesta -
Neuer Tivoli -
Newcastle United FC -
New Den Stadium -
New GSP Stadium -
Newlands Stadion -
Neymar -
Granddi Ngoyi -
Nicaraguaans voetbalelftal -
Stadion Niederrhein -
Morten Nielsen -
Nieuw-Caledonisch voetbalelftal -
Nieuwe Kuip -
Jörg van Nieuwenhuijzen -
Kees van Nieuwenhuizen -
Dood van Richard Nieuwenhuizen -
Nieuw-Monnikenhuize -
Nederlanders in het Nieuw-Zeelandse voetbal -
Nieuw-Zeelands voetbalelftal -
Nigerees voetbalelftal -
Nigeriaans voetbalelftal -
Luc Nilis -
Lasse Nilsson -
Ruud van Nistelrooij -
Stadion u Nisy -
Voetbalelftal van Niue -
Zoran Nižić -
Geremi Njitap -
Noord-Cypriotisch voetbalelftal -
Deelnemers UEFA-toernooien Noord-Ierland -
Noord-Iers voetbalelftal -
Noord-Koreaans voetbalelftal -
Nederlanders in het Noorse voetbal -
Noors voetbalelftal -
Deelnemers UEFA-toernooien Noorwegen -
Morten Nordstrand -
Northern Counties East Football League -
Northern Premier League -
Nottingham Forest FC -
Notts County FC -
NRW-Liga -
Tamandani Nsaliwa -
NSK Olimpiejsky -
Saidi Ntibazonkiza -
Charles N'Zogbia

## O
Oakwell Stadium -
Stadion Oberwerth -
John O'Brien -
5 Ocakstadion -
Occitaans voetbalelftal -
Oegandees voetbalelftal -
Deelnemers UEFA-toernooien Oekraïne -
Nederlanders in het Oekraïense voetbal -
Oekraïens voetbalelftal -
Oeralmasjstadion -
Yannik Oettl - 
Rick van den Oever -
Nederlanders in het Oezbeekse voetbal -
Oezbeeks voetbalelftal -
OFC -
George Ogăraru -
Old Trafford -
Ivica Olić -
Frank Olijve -
Juvenal Olmos -
Ajilore Oluwafemi -
Stadio Olimpico (San Marino) -
Estadio Olímpico Atahualpa -
Estadio Olímpico de Riobamba -
Sportpark Olympia -
Olympiastadion (Berlijn) -
Olympiastadion (Helsinki) -
Olympiastadion (München) -
Olympique Lyonnais -
Olympique Marseille -
Stade Olympique de la Pontaise -
Stade Olympique de Sousse -
Olympisch Sportcentrum van Peking -
Olympisch Stadion (Amsterdam) -
Olympisch Stadion (Antwerpen) -
Olympisch Stadion Loezjniki -
Olympisch stadion Lluís Companys -
Olympisch Stadion (Rome) -
Olympisch Stadion (Sevilla) -
Olympisch Stadion (Tokio) -
Olympisch Stadion (Turijn) -
Olympisch Stadion Spyridon Louis -
Omaans voetbalelftal -
Omkoop- en gokschandaal in het Belgisch voetbal -
Shinji Ono -
Onofficieel wereldkampioenschap voetbal -
André Ooijer -
Deelnemers UEFA-toernooien Oostenrijk -
Nederlanders in het Oostenrijkse voetbal -
Oostenrijks voetbalelftal -
Oosterenkstadion -
Stadion Oosterpark -
Oost-Timorees voetbalelftal -
Jorge Orellana - 
Wilson Oruma -
Oscar Vankesbeeckstadion -
osnatel Arena -
Mark Otten -
Marc Overmars -
Willie Overtoom

## P
Janko Pačar -
Padaniaans voetbalelftal -
Pakistaans voetbalelftal -
Pablo Palacios - 
Palaus voetbalelftal -
Palestijns voetbalelftal -
Alen Pamić -
Andrej Panadić -
Panamees voetbalelftal -
Stadion Panathinaiko -
Giuseppe Pancaro -
Boris Pandža -
Antonín Panenka -
Pankritio Stadion -
Marko Pantelić -
Christian Panucci -
Michal Papadopulos -
Zlatko Papec -
Voetbalelftal van Papoea-Nieuw-Guinea -
Parc des Princes -
Sebastián Pardo -
Paris Saint-Germain -
Parken -
Parkstad Limburg Stadion -
Parma FC -
Stadion Partizan -
Mario Pašalić -
Patro Eisden Maasmechelen -
Edinho Pattinama -
Jordão Pattinama -
Ton Pattinama -
Pauleta -
Ivo Pavelić -
Roman Pavljoetsjenko -
Mateo Pavlović -
Mirjan Pavlović -
Željko Pavlović -
Stade du Pays de Charleroi -
Ben Payal -
PEC Zwolle -
Morten Gamst Pedersen -
Nicklas Pedersen -
Luís Pedro -
Bob Peeters -
Pelé -
Abédi Pelé -
Graziano Pellè -
Théo Pellenard -
Rob Penders -
Pepsi Center -
Stipe Perica -
Ivan Perišić -
Robin van Persie -
Luka Peruzović -
Peter Mokaba Stadion -
Bruno Petković -
Jason Petković -
Michael Petković -
Vladimir Petković -
Mladen Petrić -
Jean-Marie Pfaff -
PGE Arena Gdańsk -
PGE Park -
Philip II Arena -
Paul Philipp -
Philips Stadion -
Martin Pieckenhagen -
Steven Pienaar -
Pierce Memorial Field -
Luigi Pieroni -
Pierre Cornelisstadion -
Eddy Pieters Graafland -
Louis Pilot -
Tomislav Piplica -
Gerard Piqué -
Mitchell Piqué -
Andrea Pirlo -
Josip Pivarić -
Pizza Hut Park -
Marko Pjaca -
Playmobil-Stadion -
Michel Platini -
Stipe Pletikosa -
Plumpe -
Plymouth Argyle FC -
Rydell Poepon -
Nikola Pokrivač -
Michel Poldervaart -
Deelnemers UEFA-toernooien Polen -
Polman Stadion -
Nederlanders in het Poolse voetbal -
Pools voetbalelftal -
Omid Popalzay -
Goran Popov -
Tony Popović -
Portman Road -
FC Porto -
Beker van Portugal -
Deelnemers UEFA-toernooien Portugal -
Portugees voetbalelftal -
Nederlanders in het Portugese voetbal -
Patrick Posing -
Ange Postecoglou - 
Patrick Pothuizen -
Simon Poulsen -
Berry Powel -
PPL Park -
Danijel Pranjić -
Prenton Park -
Oleguer Presas Renom -
Michel Preud'homme -
Pride Park Stadium -
Priestfield Stadium -
Radek Příhoda - 
Primera División -
Robert Prosinečki -
Provençaals voetbalelftal -
Dado Pršo -
PSV -
Daniel Pudil -
Puerto Ricaans voetbalelftal -
Ante Puljić -
Roberto Punčec -
Ferenc Puskás -
Puyenbekestadion -
Carles Puyol -
Mariano Puyol

## Q
Qatarees voetbalelftal -
Nederlanders in het Qatarese voetbal -
Qinhuangdao Olympisch Stadion -
Quân khu 7 stadion -
Kwame Quansah -
Ricardo Quaresma -
Hólger Quiñónez - 
Lupo Quiñónez - 
Gustavo Quinteros - 
Qwest Field

## R
Jan van Raalte -
Racing FC Gonaïves -
Ivan Radeljić -
Arkadiusz Radomski -
Dejan Radonjić -
Josip Radošević -
Mino Raiola -
Ivan Rakitić -
Mladen Ramljak -
Estadio Ramón Sánchez Pizjuán -
Estadio Ramón Tahuichi Aguilera - 
Sergio Ramos -
Kaj Ramsteijn -
Caio Rangel - 
Aleksandar Ranković -
Milan Rapaić -
Råsunda stadion -
Rat Verlegh Stadion -
Raydale Park -
Raymond James Stadium -
Estadio Reales Tamarindos -
Real Madrid -
Real Mallorca -
Real Sociedad -
Real Zaragoza -
Neicer Reasco -
Ante Rebić -
Recep Tayyip Erdoğanstadion -
Álvaro Recoba -
Records aller tijden Eredivisie -
Red Bull Arena (Leipzig) -
Red Bull Arena (New Jersey) -
Reebok Stadium -
Peter Reekers -
Regenboogstadion -
Otto Rehhagel –
Barry Reijs -
Michael Reiziger -
RE/MAX Greater Atlanta Stadium -
Stadio Renato Dall'Ara -
Stadio Renzo Barbera -
Johnny Rep -
Leroy Resodihardjo -
Réunions voetbalelftal -
Martijn Reuser -
RewirpowerSTADION -
Rhein-Neckar-Arena -
RheinEnergieStadion -
Rheinpark Stadion -
Rheinstadion -
Franck Ribéry -
Ricoh Arena -
Daniel de Ridder -
Frank Rijkaard -
Jeffrey Rijsdijk -
John van Rijswijck -
René van Rijswijk -
Miguel Rimba - 
Rio Tinto Stadium -
Rivaldo -
Cristian Riveros -
Riverside Stadium -
Rize Atatürkstadion -
RKC Waalwijk -
Arjen Robben -
Robert F. Kennedy Memorial Stadium -
Robertson Stadium -
Robert Waterschootstadion -
Robinho -
Roda JC Kerkrade -
Rode Ster Belgrado -
Rode Ster-stadion -
Nederlanders in het Roemeense voetbal -
Roemeens voetbalelftal -
Deelnemers UEFA-toernooien Roemenië -
Marko Rog -
Ante Roguljić -
AS Roma -
Romani voetbalelftal -
La Romareda -
Romário -
Sergio Romero -
Dennis Rommedahl -
Ronaldinho -
Ronaldo -
Cristiano Ronaldo -
Ronnie Brunswijkstadion -
Wayne Rooney -
Geert Arend Roorda -
RBC Roosendaal -
Roots Hall -
Estadio La Rosaleda -
Rosenaustadion -
Paolo Rossi -
Stadion Rote Erde -
Stanley Rous -
Stade de la Route de Lorient -
Jelle ten Rouwelaar -
Royal Bafokeng Stadion -
RSK Olimpiyskyi -
Goran Rubil -
Eduardo Rubio -
Hugo Rubio -
Rudolf-Harbig-Stadion -
Vedran Runje -
Deelnemers UEFA-toernooien Rusland -
Nederlanders in het Russische voetbal -
Russisch voetbalelftal -
Milan Ružić -
Rwandees voetbalelftal -
Nederlanders in het Rwandese voetbal

## S
Deelnemers UEFA-toernooien Saarland -
Saarlands voetbalelftal -
Goran Sablić -
Chris Sagramola -
Jeff Saibene -
Voetbalelftal van Saint Kitts en Nevis -
Saint Luciaans voetbalelftal -
Voetbalelftal van Saint-Martin -
Voetbalelftal van Saint-Pierre en Miquelon -
Voetbalelftal van Saint Vincent en de Grenadines -
Sakarya Atatürkstadion -
Franklin Salas -
Marcelo Salas -
Geadly Salomé -
Voetbalelftal van de Salomonseilanden -
Salvadoraans voetbalelftal -
Samisch voetbalelftal -
Sammir -
Samoaans voetbalelftal -
Sampdoria -
Marco Antonio Sandy - 
Samsun 19 Mayisstadion -
Gibril Sankoh -
San Mamés -
San Marinees voetbalelftal -
Deelnemers UEFA-toernooien San Marino -
Estadio San Martín de Porres -
Stadio San Nicola -
Stadio San Paolo -
San Siro -
Hugo Sánchez -
Wellington Sánchez - 
Stadio Sant'Elia -
Leonardo Vitor Santiago -
Estadio Santiago Bernabéu -
Ivan Santini -
Jacques Santini -
Santomees voetbalelftal -
Davide Santon -
Márcio Santos -
Mauro dos Santos - 
Paulo Santos -
Nederlanders in het Saoedi-Arabische voetbal -
Saoedi-Arabisch voetbalelftal -
Edwin van der Sar -
Bojan Šaranov -
Luis Saritama -
Sarks voetbalelftal -
Jeffrey Sarpong -
Sarrià (stadion) -
Stijn Schaars -
FC Schalke 04 -
Paul Scharner -
Manou Schauls -
Gordon Schildenfeld -
John van 't Schip -
Dick Schoenaker -
Théo Scholten -
Lasse Schöne -
Deelnemers UEFA-toernooien Schotland -
Nederlanders in het Schotse voetbal -
Schots voetbalelftal -
SchücoArena -
Vojtěch Schulmeister -
Resit Schuurman -
Schweizer Cup -
Levi Schwiebbe -
Schotse voetbalbeker 1987/88 -
Denis Scuto -
Sealands voetbalelftal -
Sebá -
Gusztáv Sebes -
Clarence Seedorf -
Giourkas Seitaridis -
Selhurst Park -
Willy Senders -
Senegalees voetbalelftal -
Douglas Sequeira -
Juanito Sequeira -
Serginho -
Anthony Šerić -
Serie A -
Grégory Sertić -
Deelnemers UEFA-toernooien Servië -
Voetbalelftal van Servië en Montenegro -
Servisch voetbalelftal -
Ivan Sesar -
Seychels voetbalelftal -
Shanghai Stadion -
Anas Sharbini -
Qays Shayesteh -
Sheffield United FC -
Sheffield Wednesday FC -
Shenyang Olympisch Stadion -
Sheriff Stadion -
Andriy Shevchenko -
Gerald Sibon -
Bas Sibum -
Sierra Leoons voetbalelftal -
Signal Iduna Park -
Bruno Silva -
Everton Ramos da Silva -
Luciano da Silva -
Dario Šimić -
Josip Šimić -
Timmy Simons -
Danny Simpson -
Josip Šimunić -
Jozo Šimunović -
Singaporees voetbalelftal -
Nederlanders in het Singaporese voetbal -
Voetbalelftal van Sint Maarten -
Sivas 4 Eylülstadion -
Josip Skoko -
Vjekoslav Škrinjar -
Dino Škvorc -
Skyline Sports Complex -
Andwelé Slory -
Slovan Bratislava -
Nederlanders in het Sloveense voetbal -
Sloveens voetbalelftal -
Deelnemers UEFA-toernooien Slovenië -
Nederlanders in het Slowaakse voetbal -
Slowaaks voetbalelftal -
Deelnemers UEFA-toernooien Slowakije -
Arnór Smárason -
Dario Smoje -
Matija Smrekar -
Wesley Sneijder -
Ferne Snoyl -
Soccer City -
Sócrates -
Soedanees voetbalelftal -
Tom Soehn - 
Tom Soetaers -
Tomislav Šokota -
Karim Soltani -
Somalisch voetbalelftal -
Deelnemers UEFA-toernooien Sovjet-Unie -
Voetbalelftal van de Sovjet-Unie -
Nederlanders in het Spaanse voetbal -
Spaans voetbalelftal -
Deelnemers UEFA-toernooien Spanje -
Spartak Stadion (Vladikavkaz) -
Sparta Rotterdam -
Sparta-Stadion Het Kasteel -
Robert Špehar -
Jimmy Speirs -
Ronald Spelbos -
Matthew Špiranović -
Sporting Lissabon -
Sporting Mertzig -
Sportpark Noord -
Sri Lankaans voetbalelftal -
Darijo Srna -
Stade 7 Novembre -
Stadsparkstadion -
Städtisches Stadion an der Grünwalder Straße -
Jaap Stam -
Stefan Stam -
Mario Stanić -
Marius Stankevičius -
Staples Center -
Stayen -
Stedelijk Sportstadion (Lommel) -
Stedelijk sportstadion Jules Matthijs -
Steigerwaldstadion -
Stamford Bridge -
Steaua Boekarest -
Henk Steeman -
Alfredo Di Stéfano -
Tomislav Steinbrückner -
Maarten Stekelenburg -
Fredrik Stenman -
Kenny Steppe -
Sebastiaan Steur -
Stadium:mk -
Stadium of Light -
Stamford Bridge (stadion) -
St. Andrews Stadium -
Stanley Park Stadium -
St. Jakob Park -
St. James' Park -
St James Park (Exeter) -
St. Mary's Stadium -
Heinz Stuy -
Stockholms Olympiastadion -
Pirmin Stierli -
Igor Štimac -
Roel Stoffels -
Richard Stolte -
Strafschop -
V.V. Streefkerk -
IvanStrinić -
BrankoStrupar -
Luis Alberto Suárez -
Danijel Subašić -
Stade de Suisse -
Davor Šuker -
Şükrü Saracoğlustadion -
Hakan Şükür -
Miralem Sulejmani -
Suncorp Stadium -
Sunderland AFC -
Kristina Šundov -
Toni Šunjić -
SuperLiga -
Superligaen - 
Surinaams voetbalelftal -
Svangaskarð -
Michal Švec -
Ondřej Švejdík -
Swazisch voetbalelftal -
Gill Swerts -
Syrisch voetbalelftal -
Szusza Ferenc Stadion

## T
Alessio Tacchinardi -
Josip Tadić -
Tadzjieks voetbalelftal -
Tahitiaans voetbalelftal -
Taiwanees voetbalelftal -
Tanzaniaans voetbalelftal -
Diego Tardelli -
TATA Steel Stadion -
Jack Taylor -
Dennis Telgenkamp -
Telstar -
Jacques Teugels -
Texas Stadium -
Thais voetbalelftal -
Theodoros Vardinoyannisstadion -
Thống Nhất Stadion -
Tianjin Olympisch Stadion -
Tibetaans voetbalelftal -
Mario Tičinović -
Joel Tillema -
Jerko Tipurić -
Tivoli (Aken) -
Tivoli Neu -
Tofikh Bakhramov Stadion -
Togolees voetbalelftal -
Ola Toivonen -
Stjepan Tomas -
Igor Tomašić -
Marin Tomasov -
Jon Dahl Tomasson -
Ivan Tomečak - 
Ante Tomić -
David di Tommaso -
Ivan Toney -
Tongaans voetbalelftal -
Torino FC -
Carlos Torres -
Fernando Torres -
Tórsvøllur -
Tottenham Hotspur FC -
Francesco Totti -
Toyota Park -
Estadio Tres de Marzo -
FC Trias -
Voetbalelftal van Trinidad en Tobago -
Tsjadisch voetbalelftal -
Deelnemers UEFA-toernooien Tsjechië -
Tsjechisch voetbalelftal -
Tsjecho-Slowaaks voetbalelftal -
Deelnemers UEFA-toernooien Tsjecho-Slowakije -
Tsjetsjeens voetbalelftal -
Igor Tudor -
Tuja-Stadion -
Ayhan Tumani -
Tunesisch voetbalelftal -
Turf Moor -
Ivan Turina -
Deelnemers UEFA-toernooien Turkije -
Turkmeens voetbalelftal -
Voetbalelftal van de Turks- en Caicoseilanden -
Nederlanders in het Turkse voetbal -
Turks voetbalelftal -
Türk Telekom Arena -
Tuvaluaans voetbalelftal -
FC Twente -
Alexandros Tziolis -
Alexandros Tzorvas

## U
UEFA -
UEFA Cup -
UEFA Europa League -
UEFA Intertoto Cup -
Uitdoelpunt -
Ullevaal Stadion -
Ullevi -
Estadio Universidad San Marcos -
Univé Stadion -
UPC Arena -
John Utaka -
FC Utrecht

## V
Rafael van der Vaart -
Carlos Valderrama -
Valdez Sporting Club - 
Valenciaans voetbalelftal -
Valencia CF -
Vít Valenta -
Valeri Lobanovskystadion -
Michel Valke -
The Valley (stadion) -
Valley Parade Stadium -
Wesley Vanbelle -
Frits Vanden Boer -
Brian Vandenbussche -
Roger Vanden Stock -
Kurt Van De Paar -
Peter Van Wambeke -
Gerald Vanenburg -
Vanuatuaans voetbalelftal -
Ivan Vargić -
Miro Varvodić -
Velibor Vasović -
Ivica Vastić -
Vaticaans voetbalelftal -
Mika Väyrynen -
Sietze Veen -
BV Veendam -
Hrvoje Vejić -
Marko Vejinović -
Nick van der Velden -
Stade Vélodrome -
Stade Vélodrome de Rocourt -
De Velodroom -
Veltins-Arena -
Nederlanders in het Venezolaanse voetbal -
VVV-Venlo -
Jan Vennegoor of Hesselink -
Voetbalelftal van de Verenigde Arabische Emiraten -
Voetbalelftal van de Verenigde Staten -
Gertjan Verbeek -
Voetbalelftal van het Verenigd Koninkrijk -
Wesley Verhoek -
Jeroen Verhoeven -
Thomas Vermaelen -
Kenneth Vermeer -
Jan Vertonghen -
Bastin Verweij -
Vicarage Road -
Estadio Vicente Calderón -
Victoria Park -
Domagoj Vida -
Dario Vidošić -
Mark Viduka -
Vietnamees voetbalelftal -
Nederlanders in het Vietnamese voetbal -
De Vijverberg -
Víkin -
Edwin Villafuerte -
Villa Park (stadion) -
Villarreal CF -
Eduardo Villegas - 
Slavko Vinčić - 
SBV Vitesse -
Vlaamse Minivoetbalfederatie -
Ron Vlaar -
Goran Vlaović -
Nikola Vlašić -
Björn Vleminckx -
Leon Vlemmings -
Stadion De Vliert -
VC Vlissingen -
Voetbal -
Voetbal International -
Lijst van voetbalinterlands Duitsland - Nederland (mannen) -
Voetbaltrainer -
Voetbalveld -
FC Volendam -
Volkswagen-Arena -
Rick ten Voorde -
Mario Vrančić -
Wouter Vrancken -
Jurica Vranješ -
Ivica Vrdoljak - 
Stefan de Vrij -
Vrije schop -
Vrouwenvoetbal -
Šime Vrsaljko -
Vrystaatstadion -
Mirko Vučinić -
Dario Vujičević -
Zdenko Vukasović -
Ognjen Vukojević -
Boris Vukčević -
Ante Vukušić

## W
Wacker-Arena -
FC Wageningen -
Wageningse Berg -
Wait and see -
Deelnemers UEFA-toernooien Wales -
Walkers Stadium -
Voetbalelftal van Wallis en Futuna -
Paulo Wanchope -
Marcin Wasilewski -
Boy Waterman -
Ronald Waterreus -
Watersnoodwedstrijd -
George Weah -
Josip Weber -
Carlo Weis -
Niels Wellenberg -
Welsh voetbalelftal -
Wembley Stadium -
Wereldkampioenschap voetbal -
WK 1930 -
WK 1934 -
WK 1938 -
WK 1950 -
WK 1954 -
WK 1958 -
WK 1962 -
WK 1966 -
WK 1970 -
WK 1974 -
WK 1978 -
WK 1982 -
WK 1986 -
WK 1990 -
WK 1994 -
WK 1998 -
WK 2002 -
WK 2006 -
WK 2010 -
WK 2014 -
WK 2018 -
Wereldvoetbalelftal -
Wereldvoetballer van het jaar -
Pontus Wernbloom -
Timo Werner -
Wersestadion -
Weserstadion -
Weserstadion Platz 11 -
West Bromwich Albion FC -
West Ham United FC -
Sportpark De Westmaat -
Weston Homes Community Stadium -
White Hart Lane -
Wigan Athletic FC -
Gregory van der Wiel -
Rob Wielaert -
Georginio Wijnaldum -
Wildparkstadion -
Willem II -
Marc Wilmots -
Windsor Park (Dominica) -
Windsor Park (Noord-Ierland) -
Wisłastadion -
Withdean Stadium -
Deelnemers UEFA-toernooien Wit-Rusland -
Wit-Russisch voetbalelftal -
Axel Witsel -
Paweł Wojciechowski -
Stadion Wojska Polskiego -
John de Wolf -
Wolverhampton Wanderers FC -
Rutger Worm -
Stadion Woudestein -
Jan Wouters

## X
Xavi -
Grad Xhofleer

## Y
Patricio Yáñez -
Yenikent ASAŞstadion -
Uğur Yıldırım -
Jeanvion Yulu-Matondo

## Z
VVZ Zaandam -
Ruben Zadkovich -
Zambiaans voetbalelftal - 
Ante Žanetić -
Zanzibars voetbalelftal -
Mikhail Zaritskiy -
Hans-Peter Zaugg - 
David Zdrilić -
Marvin Zeegelaar -
Demy de Zeeuw -
Oliver Zelenika -
Nedijeljko Zelić - 
Boudewijn Zenden -
Robin Zentner -
Zentralstadion (Almaty) -
Zentralstadion (Jekaterinenburg) -
Zentralstadion (Leipzig) -
Zico -
Nederlanders in het Zimbabwaanse voetbal -
Zimbabwaans voetbalelftal -
Zimbabwaans voetbalelftal (vrouwen) -
Zinédine Zidane -
Gianfranco Zola -
Ramon Zomer -
Mike Zonneveld -
Andoni Zubizarreta -
Nederlanders in het Zuid-Afrikaanse voetbal -
Zuid-Afrikaans voetbalelftal -
Zuiderparkstadion -
Zuid-Jemenitisch voetbalelftal -
Nederlanders in het Zuid-Koreaanse voetbal -
Zuid-Koreaans voetbalelftal -
Zuid-Moluks voetbalelftal -
Zuid-Vietnamees voetbalelftal -
Robert Žulj -
SV Zulte Waregem -
Patrick Zwaanswijk -
Deelnemers UEFA-toernooien Zweden -
Nederlanders in het Zweedse voetbal -
Zweeds voetbalelftal -
Robert Zwinkels -
Deelnemers UEFA-toernooien Zwitserland -
Nederlanders in het Zwitserse voetbal -
Zwitsers voetbalelftal
A · B · C · D · E · F · G · H · I · J · K · L · M · N · O · P · Q · R · S · T · U · V · W · X · Y · Z